# Nusa bhargavai
Nusa bhargavai là một loài ruồi trong họ Asilidae. Nusa bhargavai được Joseph & Parui miêu tả năm 1992. Loài này phân bố ở miền Ấn Độ - Mã Lai.